# Chelmsford
Pour les articles homonymes, voir Chelmsford (homonymie).
Chelmsford (prononcé en anglais : [tʃɛlmzfəd]) est une ville britannique, chef-lieu du comté d'Essex. Située à 50 kilomètres au nord-est de Londres, elle constitue le principal centre urbain du district de la Cité de Chelmsford avec une population de 102 400 habitants en 2016.
La cathédrale de Chelmsford, au cœur de la ville, est la deuxième plus petite d'Angleterre après celle de Derby. Entourée de plusieurs villages qui savent préserver leur aspect traditionnel, Chelmsford est connue pour sa Hylands House, site de concerts de rock, accueillant le 21e Jamboree scout mondial en 2007, située en bordure urbaine.
Guglielmo Marconi, promoteur des transmissions par radio, fait construire la première usine du monde de radios à Chelmsford en 1898. La ville est ainsi le siège des premières émissions radiophoniques en 1920. Les premières émissions régulières radiophoniques du monde sont réalisées à Writtle, près de Chelmsford, en 1922.

## Étymologie
Chelmsford tient son nom de la rivière Chelmer, qui traverse la ville et constitue un affluent de la Blackwater près de Maldon. Chelmsford se trouve à la confluence des rivières Chelmer et Can.

## Éducation
La Boswells School et Moulsham School and Humanities College sont des écoles secondaires situées à Chelmsford. Un campus de l'université Anglia Ruskin est également situé dans la ville.

## Transports
La gare de Chelmsford dessert la ville. Une seconde gare, située au nord de cette dernière, doit voir le jour d'ici à 2030.

## Jumelages
Le jumelage est « triangulaire » :
- Annonay (France) depuis 2000 ;
- Backnang (Allemagne) depuis 1990.

Annonay et Backnang sont jumelées entre elles depuis 1966.

## Personnalités liées à Chelmsford
- Arthur John Strutt, peintre et graveur, y est né en 1819.
- Amy Maud Bodkin, universitaire classique et critique littéraire, y est née en 1875.
- Sarah Cracknell, chanteuse.
- Simon Dolan, entrepreneur et vainqueur des 24 Heures du Mans.
- James Harper, footballeur, y est né en 1980.
- Joe Thomas, acteur, y est né en 1983.
- Harry Judd, batteur de McFly, y est né en 1985.
- Malcolm O'Kelly, joueur de rugby à XV, y est né en 1974
- Nitzer Ebb, groupe de musique électronique
- Simeon Serge Aisenstein, scientifique, éducateur, homme d'affaires et récipiendaire de la Légion d'honneur, y est né[réf. souhaitée]
- Richard Westbrook, pilote automobile, y est né en 1975.
- Stuart Hall (pilote automobile), pilote automobile, y est né en 1984.
- Guthrie Govan, guitariste.
- Andrew Jenkinson et Thomas Jenkinson, tous deux musiciens de musique électronique.
- Jack Lowden, acteur du film Dunkerque, y est né en 1990.
- Tom McRae, musicien, y est né en 1969.
- Grayson Perry, artiste plasticien, y est né en 1960.
- James Maynard, mathématicien britannique, y est né en 1987.
- Arthur Hugh Elsdale Molson, homme politique, y est né en 1903.
- Oliver Bearman, Pilote automobile, y est né en 2005
- Rose Glass, réalisatrice, y est née en 1990.